# Monte Curcio
Il monte Curcio (1.788 m s.l.m.) è situato nella Sila Grande, nel comune di Spezzano della Sila (CS), a pochi km da Camigliatello Silano. Sono presenti impianti di risalita, che hanno fatto la fortuna della nota località turistica silana.

## Sport invernali
La vetta del Monte Curcio è servita da una cabinovia che costituisce il comprensorio sciistico di Camigliatello Silano; esso ospita una pista azzurra, e una rossa per una lunghezza totale di circa 4 chilometri. 

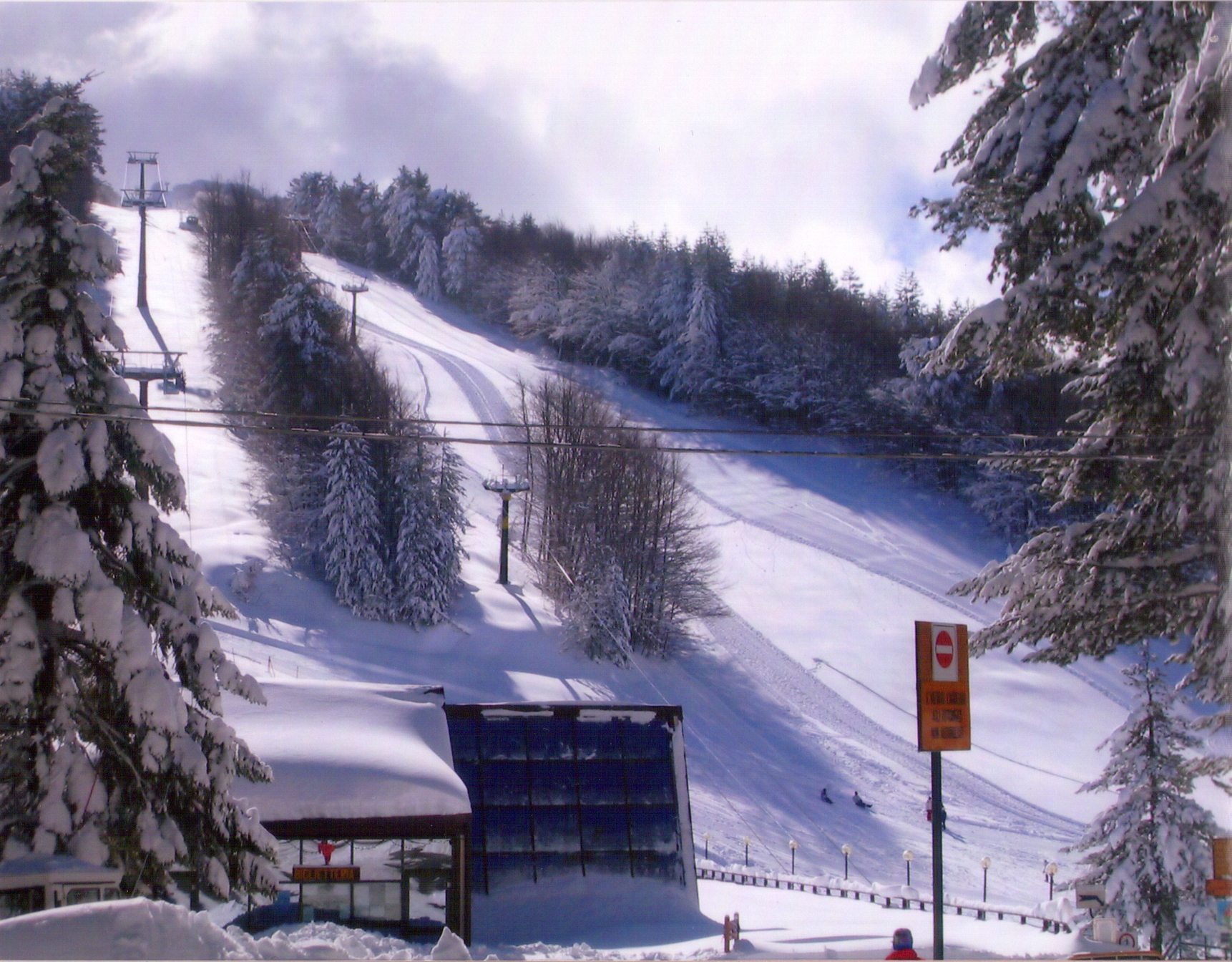
Impianti di risalita del monte Curcio

## Clima
Le condizioni climatiche in vetta sono tipicamente montane, con temperature che scendono di diversi gradi sotto lo zero durante i mesi invernali. Non sono rare le nevicate abbondanti, che nelle zone poco esposte al soleggiamento fanno sì che il manto nevoso permanga fino a primavera inoltrata. 